# Sie-A-Nyene Yuoh

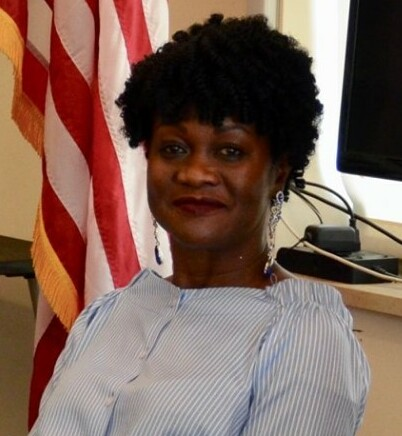
Sie-A-Nyene Yuoh (2019)

Sie-A-Nyene Gyapay Yuoh (* 26. Juni 1956 im Montserrado County) ist eine liberianische Juristin. Seit 2022 ist sie als Präsidentin des Supreme Court of Liberia Chief Justice des Landes.

## Leben und Wirken
Nach Abschluss ihrer Schulausbildung schrieb Yuoh sich 1974 am Cuttington College, der heutigen Cuttington University, wo sie 1978 den Bachelor of Arts in Politikwissenschaften erwarb. Dem schloss sie ein Studium der Rechtswissenschaften an der University of Liberia an, welches sie 1981 mit dem Erwerb des Bachelor of Laws beendete. Anschließend wurde sie zur liberianischen Anwaltschaft zugelassen und durfte ab 1988 auch vor dem Supreme Court auftreten. 1983 trat sie in den öffentlichen Dienst Liberias ein, wo sie zunächst als stellvertretende Ministerin für Rechtsangelegenheiten im Justizministerium eingesetzt wurde. 1988 wechselte sie als Koordinatorin für afrikanische Angelegenheiten in das liberianische Außenministerium. 1994 verließ sie einstweilen den öffentlichen Dienst und wurde angestellte Rechtsanwältin in einer Kanzlei in Monrovia. Von 2000 bis 2003 war sie in verschiedenen Stellungen bei der Zentralbank von Liberia beschäftigt. 2011 wechselte sie zurück in den Öffentlichen Dienst und wurde Geschäftsführerin der Law Reform Commission.
2013 wurde Yuoh zur Richterin am Supreme Court of Liberia ernannt. Am 23. August 2022 wurde sie von Präsident George Weah zur Präsidentin des Supreme Court ernannt; damit wurde sie zur dritten weiblichen Chief Justice von Liberia.
Yuoh ist mit dem liberianischen Senator Edwin Snowe verheiratet, mit dem sie zehn Kinder hat.